# Alfonso Jaramillo Salazar
Alfonso Jaramillo Salazar (Líbano, 12 de diciembre de 1922-Bogotá, 9 de abril de 2018) fue un médico y político colombiano, que se llegó a desempeñar como Ministro de Salud Pública de ese país. 

## Biografía
Nació en la población de Líbano (Tolima), en diciembre de 1922. Realizó sus estudios primarios y secundarios en su pueblo natal, graduándose de bachiller en 1940 del Instituto Isidro Parra del Líbano. Posteriormente estudió Medicina en la Universidad Nacional, de donde se graduó de doctor en Medicina y Cirugía en 1947, y, tras acabar estos estudios, se especializó en cirugía general en Argentina.
Comenzó su carrera política como concejal de Líbano, llegando a ser presidente de tal corporación en varias ocasiones. A esto le siguió su elección como Miembro de la Asamblea Departamental de Tolima y Representante a la Cámara por el mismo departamento. Sirvió como Gobernador de Tolima entre 1962 y 1964, durante la presidencia de Guillermo León Valencia, mismo presidente que lo nombró como Embajador en Noruega. En el campo diplomático también fue embajador en Italia y en Perú. Fue por muchos años el más importante líder liberal en Tolima, siendo uno de los políticos más votados a los cargos que se postuló. En las elecciones presidenciales de Colombia de 1978 fue el jefe de campaña en Tolima de Julio César Turbay Ayala, quien, en retribución por su trabajo en campaña, lo nombró Ministro de Salud Pública. Estando en este cargo, expidió la Ley 02 de 1979, que reorganizó la Academia Nacional de Salud e implantó el Sistema Nacional de Salud. 
Tras haber sido Ministro de Salud, pasó a ser electo como el primer alcalde por voto popular de su pueblo natal. Siendo alcalde realizó varias obras públicas, entre ellas la edificación del hospital regional del Líbano, del hotel Los Fundadores, de la carretera Armero – Líbano y la fundación de varios de los barrios de municipio. Tras concluir su mandato, se retiró de la política.
Falleció a la edad de 95 años, en la noche del 9 de abril de 2018, víctima de complicaciones de salud, en el Hospital de la Fundación Cardioinfantil en Bogotá. Fue enterrado en su ciudad natal.
Casado con la también congresista Hilda Beatriz Martínez, de esta unión nacieron 5 hijos, entre ellos los también congresistas Guillermo Alfonso Jaramillo Martínez y Mauricio Jaramillo Martínez. Fue condecorado con la Cruz de Boyacá, la Gran Cruz de la Democracia, Grado Gran Comendador del Senado de la República y varias condecoraciones de los Gobiernos de Noruega, Perú e Italia.